# Turkmenbaszy
Turkmenbaszy (turkm. Türkmenbaşy, dawniej Krasnowodzk, Krasnowodsk, Красноводск) – miasto w zachodnim Turkmenistanie, w wilajecie balkańskim, port nad Zatoką Turkmenbaszy Morza Kaspijskiego. Położone jest na wysokości 27 m p.p.m. W 2022 roku liczyło ok. 91,7 tys. mieszkańców.

## Historia

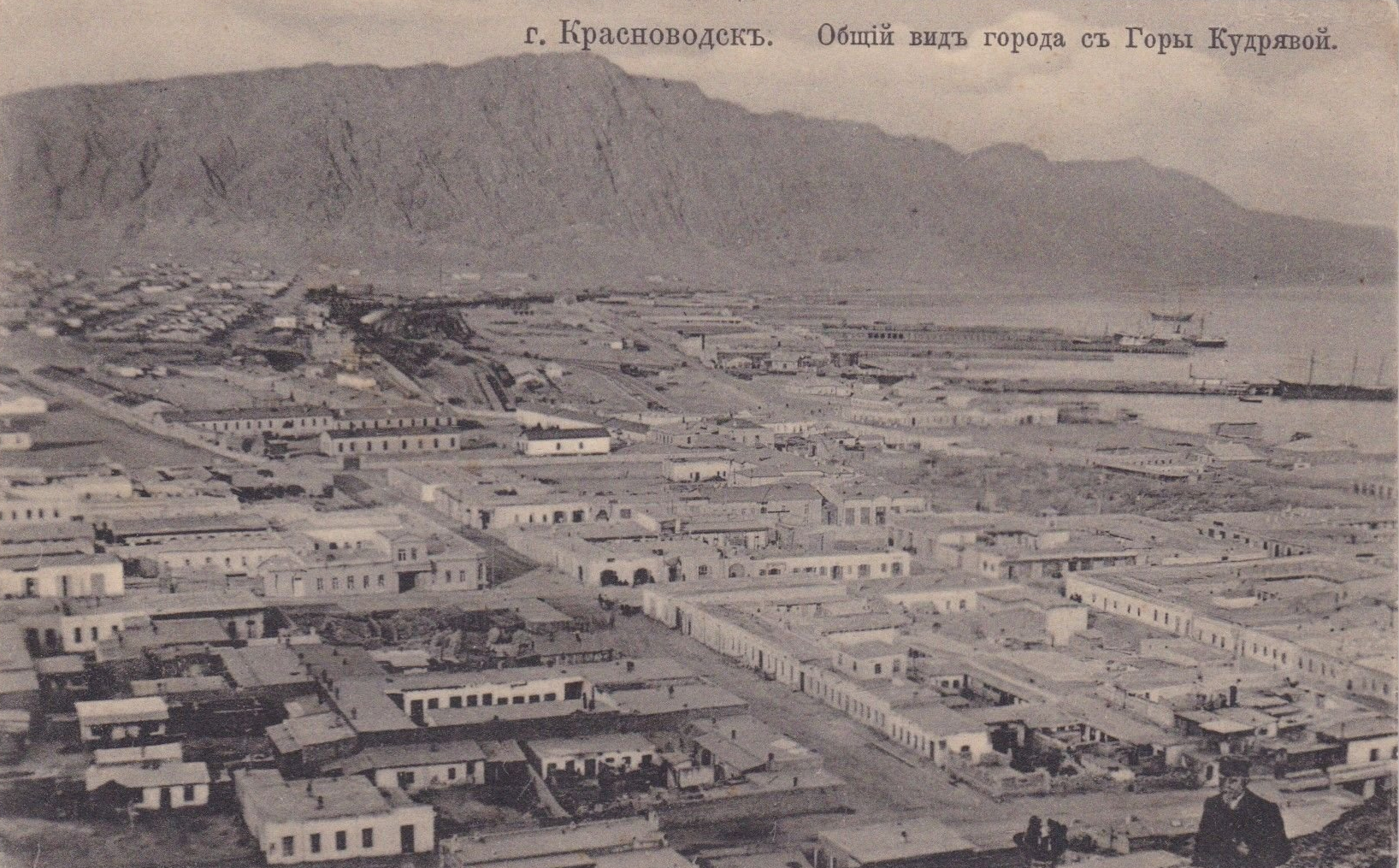
Widok ogólny Krasnowodzka na początku XX wieku

Początki miasta sięgają 1717 roku, kiedy czerkieski książę, oficer w służbie rosyjskiej Aleksander Bekowicz-Czerkieski, założył nad zatoką stanicę wojskową, która miała służyć Rosjanom przy podboju chanatu chiwańskiego. Niepowodzenie jego wyprawy spowodowało, że miejsce to pozostało w zapomnieniu przez ponad półtora wieku. Ponownie stanicę wojskową założyli tutaj Rosjanie w 1869. Osada otrzymała wówczas nazwę Krasnowodzk, która była tłumaczeniem miejscowej nazwy Kyzył-Suw, czyli „czerwona woda”. Na jej rozwój miało wpływ przeniesienie tutaj końcowej stacji kolei transkaspijskiej po trzęsieniu ziemi w 1895. W 1896 roku osada Krasnowodzk otrzymała prawa miejskie.
Nazwa miasta została zmieniona w 1993 na cześć prezydenta Turkmenistanu Saparmyrata Nyýazowa, który począł tytułować się Türkmenbaşy (Turkmenbaszy), czyli „przywódcą Turkmenów”. Obecnie ludność miasta stanowią głównie Rosjanie, Azerowie, Turkmeni i Ormianie.
Miasto rozwinęło się jako ważny port nadkaspijski oraz końcowa stacja kolejowa kolei transkaspijskiej. Dochodzi tutaj również Kanał Karakumski. Turkmenbaszy ma połączenie promowe z Baku i port lotniczy.

## Przemysł i turystyka
W pobliżu miasta znajdują się złoża ropy naftowej i gazu ziemnego. W Turkmenbaszy znajduje się największa turkmeńska rafineria ropy naftowej. Rozwinął się tutaj również przemysł stoczniowy, materiałów budowlanych, chemiczny, maszynowy i spożywczy.
12 km na zachód od miasta planowana jest budowa nowej strefy turystycznej Awaza, pod którą kamień węgielny położył prezydent Saparmyrat Nyýazow, pragnący kolejnego upamiętnienia swojego kultu. Jego następca Gurbanguly Berdimuhamedow oświadczył w 2007, że na 16 km linii brzegowej ma powstać 60 nowoczesnych hoteli. Ten gigantyczny projekt został sparodiowany w grze komputerowej Battlefield: Bad Company (Serdaristan i postać prezydenta Zavomira Serdara).

## Obóz polski
W roku 1942, w czasie II wojny światowej, przez Krasnowodzk ewakuowały się z ZSRR do Pahlevi w Iranie oddziały Armii Polskiej gen. Władysława Andersa oraz towarzysząca im ludność cywilna. Znajdował się tu polski cmentarz, gdzie pochowano 81 polskich żołnierzy i junaków.